# Transición a la democracia en Chile
La transición a la democracia, también llamada retorno a la democracia, transición democrática o regreso al sistema democrático, se refiere al período histórico de restablecimiento democrático de Chile, luego de la dictadura militar iniciada con el golpe de Estado del general Augusto Pinochet, que derrocó al gobierno del presidente Salvador Allende en 1973, y que terminó en 1990, cuando las Fuerzas Armadas debieron traspasar el poder ejecutivo al presidente Patricio Aylwin, elegido democráticamente después de un plebiscito en 1988 y de las elecciones presidenciales en 1989.
No existe consenso entre los historiadores respecto a si este periodo continúa hasta la actualidad o si ya ha finalizado. Su visión más acotada se refiere al período comprendido entre 1988 y 1990, que incluyen los mencionados plebiscito de 1988, la elección presidencial de 1989 y el cambio de mando. Otras versiones se extienden en el tiempo, abarcando otros hitos importantes, tales como el arresto de Augusto Pinochet en Londres, la reforma a la constitución de 1980 durante el gobierno de Ricardo Lagos, el recambio en la coalición de gobierno entre la Concertación y el primer gobierno de Sebastián Piñera, el fin del sistema binominal, el plebiscito nacional de Chile de 2020, y la elección y posterior establecimiento de la Convención Constitucional en 2021.

## Desarrollo

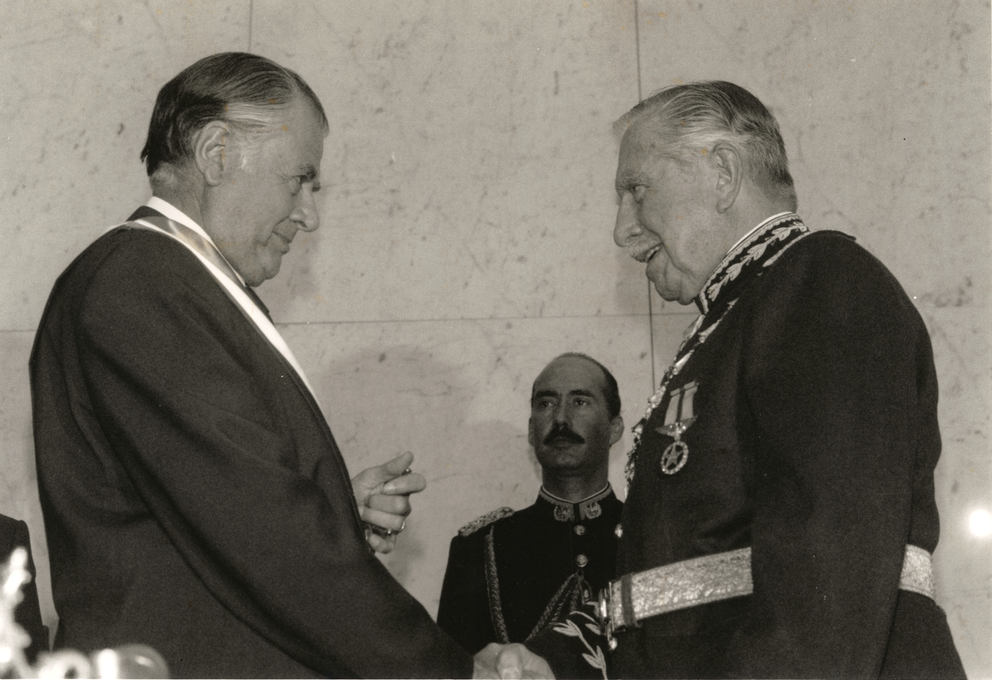
El presidente Patricio Aylwin Azócar junto al dictador Augusto Pinochet, durante la ceremonia de transmisión de mando, 11 de marzo de 1990.

En el plebiscito de 1989, la constitución fue reformada facilitando las disposiciones para futuras enmiendas a la constitución como crear más escaños en el Senado, disminuir el rol del Consejo de Seguridad Nacional e igualar el número de miembros civiles y militares (cuatro miembros cada uno). Muchos entre las clases políticas de Chile consideran éstas y otras provisiones como «enclaves autoritarios» de la constitución y se ha presionado para reformarlas.
En diciembre de 1989 se efectúa la elección que comenzaría el régimen democrático. El demócrata cristiano Patricio Aylwin, como el candidato de la Concertación de Partidos por la Democracia (DC, PS, PPD, PR), se enfrenta con Hernán Büchi, candidato de la coalición Democracia y Progreso (UDI-RN), siendo electo presidente el demócrata cristiano, seguido de Büchi y, en tercer lugar, el candidato Francisco Javier Errázuriz Talavera, abanderado de un movimiento instrumental llamado Unión de Centro Centro. En febrero de 1991, la Comisión Nacional de Verdad y Reconciliación, establecida un año antes por Aylwin, lanzó su informe de Violaciones a los Derechos Humanos durante el período de la Dictadura militar, conocido como el Informe Rettig (debido al exsenador Raúl Rettig, presidente de la comisión).
En la elección de 1993, Arturo Alessandri Besa de la Unión Demócrata Independiente se enfrenta al candidato de la Concertación de Partidos por la Democracia, Eduardo Frei Ruiz-Tagle del Partido Demócrata Cristiano, quien fue elegido presidente por un período de 6 años y asumió el mando en marzo de 1994.

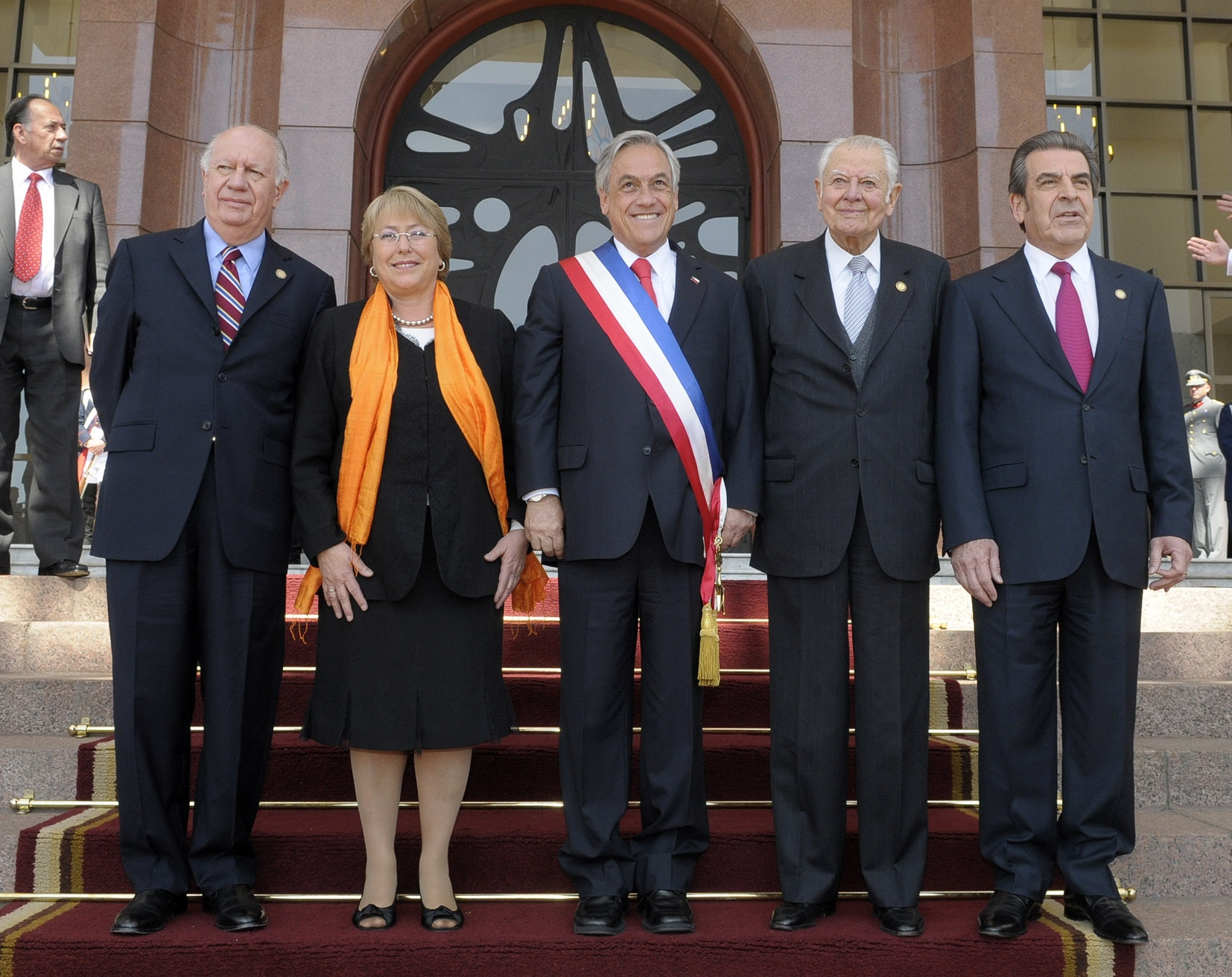
Los primeros cinco presidentes de Chile desde el retorno a la democracia (de izq. a der.): Ricardo Lagos, Michelle Bachelet, Sebastián Piñera, Patricio Aylwin y Eduardo Frei Ruiz-Tagle.

La elección presidencial de 1999 se llevó a cabo el 12 de diciembre de ese año, pero ninguno de los seis candidatos obtuvo una mayoría, la cual llevó a una segunda vuelta sin precedentes el 16 de enero de 2000. Ricardo Lagos Escobar, del Partido Socialista y del Partido por la Democracia (PPD) llevó a la Concertación a una estrecha victoria contra el candidato de la Alianza por Chile, Joaquín Lavín de la Unión Demócrata Independiente (UDI), con el 51,32% de los votos, siendo el porcentaje adquirido por Lavín el más alto que ha obtenido la derecha en Chile el siglo XX. Asumió la Presidencia el 11 de marzo de 2000 por un período de 6 años.
El 11 de diciembre de 2005 se llevó a cabo la elección presidencial para el período 2006-2010, un período de sólo cuatro años, ya que la reforma a la Constitución lo disminuyó. Para esa ocasión, la Alianza por Chile llevó a dos candidatos: Joaquín Lavín Infante (UDI) y Sebastián Piñera Echenique (RN). Por su parte, la concertación optó por primera vez en su historia candidatear a una mujer, Michelle Bachelet Jeria. Además la izquierda-extraparlamentaria por su coalición Juntos Podemos Más, llevó de candidato a Tomás Hirsch Goldschmidt.
En esta votación ninguno de los candidatos consiguió la mayoría absoluta de los sufragios válidamente emitidos, por lo que los dos candidatos con mayor votación se tendrían que enfrentar en una segunda vuelta el 15 de enero del 2006. De esta manera, Piñera y Bachelet se tuvieron que enfrentar en una segunda votación en la cual por un 6% de distancia ganó la candidata concertacionista, la cual empezó a ejercer el 11 de marzo del mismo año.
Además de su asociación con el Mercosur, en el 2002, Chile firmó un acuerdo de asociación con la Unión Europea (comprendiendo acuerdos ALC, políticos y culturales), en 2003, un extenso tratado de libre comercio con los Estados Unidos, y en 2004 con Corea del Sur.

## Relaciones civiles-militares

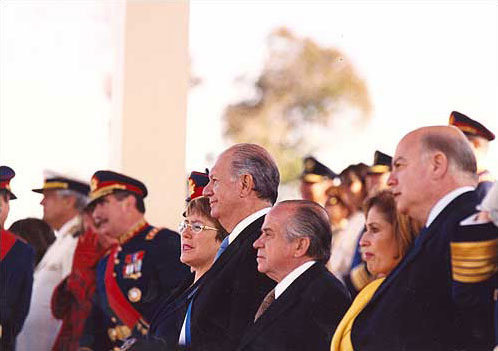
Autoridades civiles y militares en la Parada Militar de 2003.

Si bien el proceso es pactado, desde el momento de las reformas de 1989, no estuvo exento de asperezas entre el poder político y el mando militar. Hay que recordar que el general Pinochet debía permanecer en la comandancia en Jefe del Ejército hasta 1998, por lo que siempre seguía presente en la política chilena como un actor relevante y casi como líder de la oposición. Si bien se debe reconocer que en términos personales no había problemas entre Aylwin y Pinochet, distinta es la situación entre el general y el ministro de Defensa de ese entonces, Patricio Rojas, con quien en variadas ocasiones se encontró en puntos de conflicto.
En el gobierno de Patricio Aylwin son varios los momentos en que la democracia chilena se vio amenazada. El primero de ellos es el llamado Ejercicio de Enlace, en noviembre de 1990, en que, tras una investigación realizada por el Consejo de Defensa del Estado al primogénito de Augusto Pinochet, el Ejército se acuarteló y empezó a realizar en las afueras de varias ciudades distintas maniobras, bajo la causal de ejercicios rutinarios, los cuales, sin embargo, crisparon a la sociedad política. Tras tres días de acuartelamiento, las maniobras fueron finalizadas en normalidad, debido a negociaciones sostenidas entre quien era considerado la mano derecha de Augusto Pinochet, el general Jorge Ballerino y el ministro secretario general de Gobierno de Aylwin, Enrique Correa Ríos.
Posteriormente el asesinato del senador de la UDI, Jaime Guzmán, en abril de 1991 a manos del Frente Patriótico Manuel Rodríguez, y los funerales en que las autoridades de gobierno fueron abucheadas, mientras que Augusto Pinochet fue aclamado casi como héroe al cargar el ataúd del fallecido senador, significaron otro punto de tensión que significó, incluso, la presentación de la renuncia del ministro del Interior, Enrique Krauss, la cual fue rechazada por Aylwin.[cita requerida]
En 1992, la Dirección de Inteligencia del Ejército (DINE) fue descubierta interceptando llamadas del presidente Aylwin, además de posibles candidatos presidenciales como Sebastián Piñera, a quien se le interceptó una llamada relacionada con la candidatura de Evelyn Matthei. El hecho salió a la luz cuando Ricardo Claro hizo pública la llamada en un programa de televisión, en lo que se denomina el Kiotazo o Piñeragate.
El tercer momento de tensión se da en el invierno de 1993, cuando nuevamente a raíz de la investigación a los fondos del hijo mayor del dictador Pinochet, el Ejército se acuartela nuevamente, en un episodio conocido como el "Boinazo", en el que además la plana mayor del Ejército se mostró ante las cámaras de televisión en uniforme de combate. Nuevamente la intervención de la dupla Ballerino-Correa puso fin al entuerto, no sin antes seguir minando la autoridad del ministro Rojas. Sin embargo, al producirse el cambio de mando de Aylwin a Frei, las relaciones cívico-militares también tuvieron un cambio hacia la distensión, al ponerse en el Ministerio de Defensa a un hombre mucho más conciliador que Rojas, Edmundo Pérez Yoma.
Entre Pinochet y Pérez Yoma la relación personal era buena, y ello influyó en el mejoramiento de las relaciones con el Ejército, pese a que nuevamente volvió la polémica al momento en que Pinochet abandona la comandancia en Jefe del Ejército para asumir como Senador vitalicio. En dicha ocasión, un país dividido observó como finalmente Augusto Pinochet ingresó a la Cámara Alta. A partir de la comandancia de Ricardo Izurieta, y con mayor fuerza durante la de Juan Emilio Cheyre (2002-2006), las relaciones cívico-militares han ido progresivamente siendo más estrechas.

## Controversia sobre su alcance

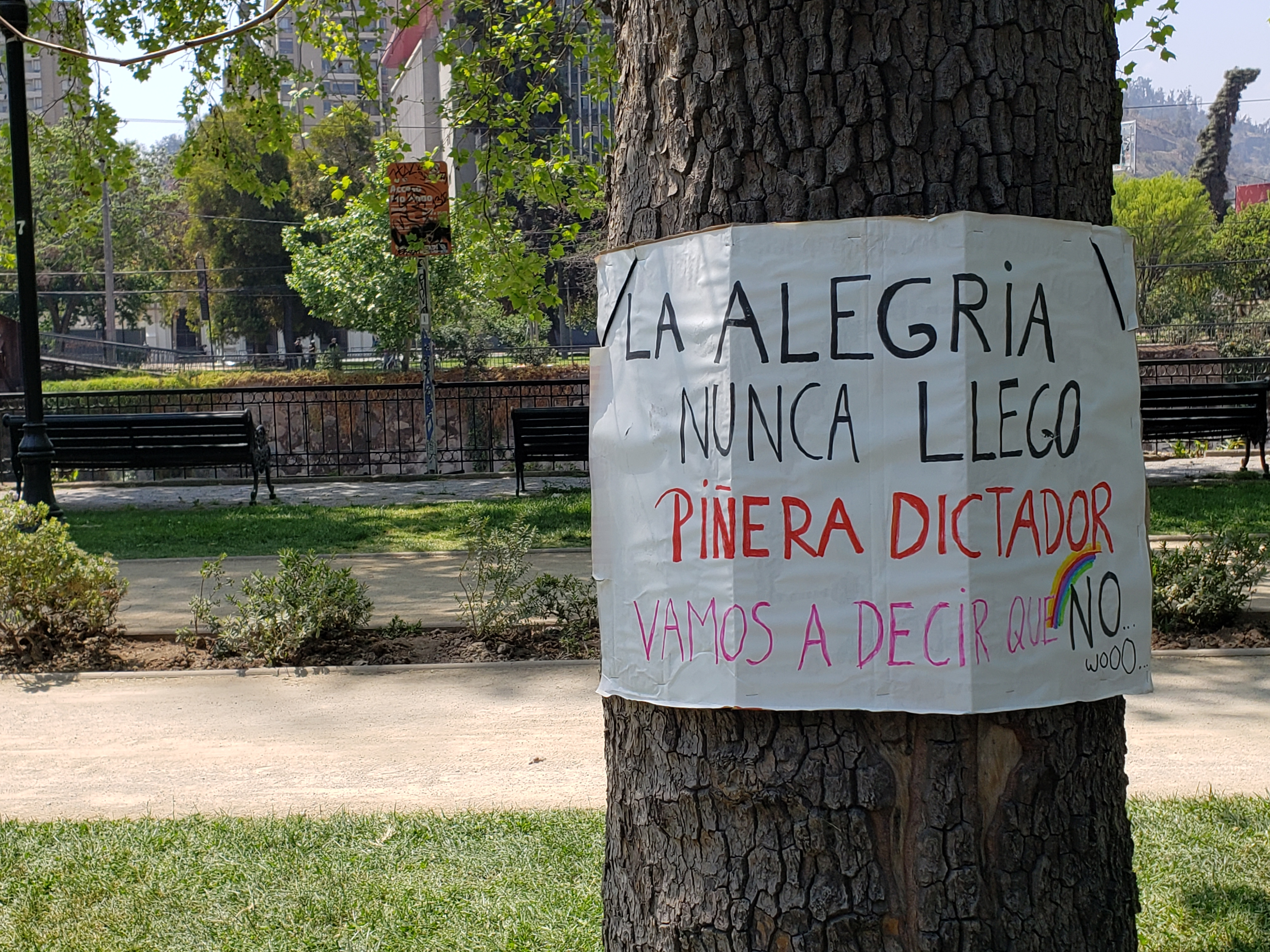
Afiche en alusión al plebiscito de 1988 instalado durante las protestas de 2019.

Algunos sectores postulan que la transición a la democracia es un período histórico ya finalizado, entendiéndolo como el paso desde la dictadura militar a la democracia plena. Mientras algunos limitan la transición al gobierno de Patricio Aylwin, otros han tomado como hito del fin de este período a las 54 modificaciones realizadas a la Constitución de 1980 en 2005, durante el gobierno de Ricardo Lagos. De hecho, el propio Lagos afirmó tras las reformas constitucionales que «Ahora podemos decir que la transición en Chile ha concluido». Otros dicen que a raíz del triunfo electoral de Sebastián Piñera, que significó el recambio de la Concertación por la Coalición por el Cambio, y el primer gobierno de Piñera que representa a la derecha con "vocación democrática", se está ante un nuevo escenario político, definitivamente "post-pinochetista". El triunfo de la centro-derecha vendría a significar que los dos sectores políticos mayoritarios pueden aspirar a la primera magistratura y, de esta manera, identificarse plenamente con la república democrática.
Por otro lado, quienes dicen que este proceso no ha finalizado, afirman que para dar por cumplida la Transición, y de este modo dar paso a una democracia, era necesario juzgar a los responsables del régimen, lo que no ocurrió, pues Augusto Pinochet murió impune. Otros afirman que la Transición sólo finalizará cuando todos los sectores involucrados asuman las responsabilidades respecto a lo ocurrido durante la dictadura, y cuando realmente exista una reconciliación entre las partes.
Sin embargo, hay historiadores que aseguran que la Transición no existe como período histórico. Entre ellos está el historiador Alfredo Jocelyn-Holt, quien postula que aún se vive en una especie de dictadura, al estar regidos por la Constitución de 1980, forjada durante la dictadura militar, y validada además (mediante reformas) por los gobiernos de la Concertación, garantizando de este modo la supremacía del poder militar aún bajo el título de democracia.
Desde mediados de la década de 2010, políticos como el exministro y exsenador Alejandro Foxley y el expresidente Sebastián Piñera hablan del comienzo de un nuevo período denominado "segunda Transición", desde la cual Chile debería alcanzar el desarrollo económico.
Las protestas de octubre de 2019 en Chile desencadenaron un proceso constituyente, iniciado con el plebiscito de entrada realizado en octubre del 2020, en donde las opciones “Apruebo” y “Convención Constitucional” se impusieron por amplia mayoría (con voto voluntario y con la participación de la mitad del padrón electoral). Así es como se dio comienzo a la redacción de una Nueva Constitución mediante la elección de una convención constitucional encargada de escribir una propuesta de texto de Nueva Constitución que fue plebiscitada el 4 de septiembre de 2022, y que consiguientemente fue rechazada por un amplio margen (61.89%). Algunos historiadores y analistas políticos concuerdan en que, de haberse aprobado el texto constitucional, habría significado el término definitivo de la transición a la democracia, ya que se habría dejado atrás la Constitución de 1980 junto con toda la institucionalidad heredada de la dictadura militar. Asimismo, hubiese iniciado un nuevo ciclo político y social.[cita requerida]